# Julija Igorevna Csermosanszkaja
Julija Igorevna Csermosanszkaja (oroszul: Юлия Игоревна Чермошанская; 1986. január 6. –) orosz atléta, futó.

## Pályafutása
2005-ben érte el első nemzetközi sikereit, amikor junior Európa-bajnokságon és az Universiade-n is aranyat nyert. 2007-ben az U23-as kontinensbajnokságon is bajnok lett, majd egy évvel később már az olimpián szerepelt.
2008-ban vett részt első alkalommal az olimpiai játékokon. Pekingben egyéniben kétszáz méteren indult, valamint tagja volt a négyszer százas orosz váltónak. Előbbin az elődöntőig, míg a váltóval a döntőig jutott, ahol Alekszandra Fedoriva, Julija Guscsina és Jevgenyija Poljakova társaként aranyérmesként zárt Belgium és Nigéria váltóját megelőzve. Csermosanszkaja doppingvétsége miatt azonban a váltó eredményét utólag törölték.

## Egyéni legjobbjai
| Versenyszám          | Időredmény | Szélsebesség | Helyszín  | Dátum                |
| Szabadtér            | Szabadtér  | Szabadtér    | Szabadtér | Szabadtér            |
| -------------------- | ---------- | ------------ | --------- | -------------------- |
| 100 méteres síkfutás | 11,30 s    | +0,3 m/s     | ?         | 2012. július 14.     |
| 200 méteres síkfutás | 22,57 s    | 0,0 m/s      | Peking    | 2011. szeptember 16. |
| Fedett               |            |              |           |                      |
| 60 méteres síkfutás  | 7,39 s     | –            | Volgográd | 2007. február 14.    |
| 200 méteres síkfutás | 23,32 s    | –            | Moszkva   | 2008. február 9.     |

## Magánélete
Anyja, Galina Malcsugina szintén sikeres futó volt. Az 1992-es barcelonai olimpián ezüstérmet szerzett az Egyesített Csapat négyszer százas váltójának tagjaként.